# Амьен-5 (кантон)
Амьен-5 (фр. Amiens-5) — кантон во Франции, находится в регионе О-де-Франс, департамент Сомма. Входит в состав округа Амьен.

## История
Кантон образован в результате реформы 2015 года . В его состав вошли коммуны упраздненного кантона Амьен-5 (Сюд-Эст) и коммуна Бов.

## Состав кантона
В состав кантона входят коммуны (население по данным Национального института статистики за 2018 г.):
- Амьен (20 617 чел.) (южные и юго-восточные кварталы)
- Бов (3 228 чел.)
- Каньи (1 205 чел.)

## Политика
На президентских выборах 2022 г. жители кантона отдали в 1-м туре Эмманюэлю Макрону 31,7 % голосов против 28,3 % у Жана-Люка Меланшона и 18,8 % у Марин Ле Пен; во 2-м туре в кантоне победил Макрон, получивший 66,8 % голосов. (2017 год. 1 тур: Эмманюэль Макрон – 28,2 %, Жан-Люк Меланшон – 23,1 %,  Марин Ле Пен – 19,3 %, Франсуа Фийон – 15,6 %; 2 тур: Макрон – 71,3 %. 2012 год. 1 тур: Франсуа Олланд – 32,4 %, Николя Саркози – 23,3 %, Марин Ле Пен – 17,2 %; 2 тур: Олланд – 57,5 %).
С 2021 года кантон в Совете департамента Сомма представляют директор колледжа, вице-президент агломерации «Метрополия Амьен» Гийом Дюфло (Guillaume Duflot) (Республиканцы) и учительница Франс Фонгёз (France Fongueuse) (Союз демократов и независимых).  
|                | Кандидаты                            | Партия                   | Первый тур | Первый тур     | Второй тур | Второй тур |
| Кол-во голосов | Кандидаты                            | Партия                   | % голосов  | Кол-во голосов | % голосов  |            |
| -------------- | ------------------------------------ | ------------------------ | ---------- | -------------- | ---------- | ---------- |
|                | Гийом Дюфло Франс Фонгёз             | Правоцентристский блок   | 1 313      | 26,17          | 2 366      | 57,30      |
|                | Оливье Мира Анн-Мари Пулен           | Вперёд, Республика!      | 972        | 19,37          | 1 763      | 42,70      |
|                | Стефани Брюмтер Дидье Кардон         | Левый блок – Зелёные     | 930        | 18,54          |            |            |
|                | Бландин Дени Филипп Казье            | Разные левые             | 874        | 17,42          |            |            |
|                | Дельфин Дебюиш Филемон Эмери         | Национальное объединение | 801        | 15,97          |            |            |
|                | Фредерик Формантель Натали де Магала | Прочие                   | 127        | 2,53           |            |            |

|                | Кандидаты                        | Партия                    | Первый тур | Первый тур     | Второй тур | Второй тур |
| Кол-во голосов | Кандидаты                        | Партия                    | % голосов  | Кол-во голосов | % голосов  |            |
| -------------- | -------------------------------- | ------------------------- | ---------- | -------------- | ---------- | ---------- |
|                | Бландин Дени Филипп Казье        | Левый блок                | 2 258      | 31,28          | 4 279      | 63,34      |
|                | Селин Дюкан Виржиль Кеваль       | Национальный фронт        | 1 772      | 24,55          | 2 477      | 36,66      |
|                | Мари-Элен Бушез Гийом Дюфло      | Союз за народное движение | 1 489      | 20,63          |            |            |
|                | Агнес Келаннек Жан-Франсуа Клесс | Союз центра               | 1 378      | 19,09          |            |            |
|                | Натали Люка Филипп Тевеньо       | Вставай, Франция          | 321        | 4,45           |            |            |